# 仮面ライダーガッチャード GRADUATIONS
『仮面ライダーガッチャード GRADUATIONS』（かめんライダーガッチャード グラデュエーションズ）は、特撮テレビドラマ『仮面ライダーガッチャード』のオリジナルビデオ作品。2025年2月21日に期間限定で劇場先行上映、同年6月11日にBlu-ray / DVDが発売予定。
同時上映作品『ホッパー1のはるやすみ』も本項目で参照。

## 概要
物語はテレビシリーズ最終話から描く正統な続編となっている。
テレビシリーズにゲスト出演した天羽尚吾、松澤可苑、鈴木浩文、タカハシシンノスケがゲストとして登場する。

## 本作品オリジナルの仮面ライダー

### 仮面ライダーヴァルバラドGT
黒鋼スパナがダイオーニGTとギガントライナーGTのライドケミーカードと、ヴァルバラドライバーで変身する仮面ライダーヴァルバラドの強化形態。
必殺技

## 本作品オリジナルの怪人
ウロボロス

## 本作品オリジナルの用語・世界観
ダイオーニGT、ギガントライナーGT

## キャスト
- 一ノ瀬宝太郎 / 仮面ライダーガッチャード - 本島純政[1]
- 九堂りんね / 仮面ライダーマジェード - 松本麗世[1]
- 黒鋼スパナ / 仮面ライダーヴァルバラド - 藤林泰也[1]
- 銀杏蓮華 - 安倍乙[1]
- 鶴原錆丸 - 富園力也[1]
- ミナト - 熊木陸斗[1]
- 加治木涼 - 加部亜門[1]
- 九十九静奈 - 松澤可苑[2]
- スズキ - 鈴木浩文[2]
- タカハシ - タカハシシンノスケ[2]
- 鉛崎ボルト - 天羽尚吾[2]
- 枝見鏡花 - 福田沙紀[1]
- 神父[4][注釈 1] - 永徳
- 結婚式参加者 - 福沢博文[5][注釈 2]

### 声の出演
- ホッパー1 / ミテミラー / エンジェリード / ケアリー - 福圓美里
- スチームライナー - 檜山修之
- ニジゴン - 岡本信彦
- クロスウィザード - 高橋李依
- スマホーン / メカニッカニ / レンキングロボ / ガイアード - 小西克幸
- サボニードル / バウンティーバニー / ツッパリヘビー - 阿澄佳奈
- パクラプター / アントルーパー / ウツボッチャマ - 高岡香
- ウロボロス / テンフォートレス - 杉田智和[3]

### スーツアクター
JAEのスーツアクターは、結婚式の参加者としても出演している。
- 仮面ライダーガッチャード[4] - 永徳
- 下園愛弓
- 仮面ライダーヴァルバラド[6] - 中田裕士
- ウロボロス[7] - 榮男樹
- 神尾直子
- 縄田雄哉
- 浅井宏輔
- 齊藤謙也
- 近藤雄太
- 手塚陸斗
- 佐藤翔
- 梶山翔太郎
- 釘宮愛弥
- 菅野充
- 髙橋連
- 渡辺実
- 今井靖彦
- 竹内康博
- 五十嵐睦美
- 岡田ひかる
- 峰雪歩

## スタッフ
- 原作 - 石ノ森章太郎
- 脚本 - 大西雄仁[1]
- 監修 - 内田裕基[1]
- 音楽 - 高木洋
- アクション監督 - 福沢博文
- 監督 - 山口恭平[1]

## 音楽
主題歌「GRADUATIONS」
歌 - BACK-ON

## ホッパー1のはるやすみ

### 声の出演
- ホッパー1 - 福圓美里[2]
- スチームライナー - 檜山修之[2]
- ニジゴン - 岡本信彦[2]
- クロスウィザード - 高橋李依[2]
- テンフォートレス - 杉田智和[2]
- サボニードル - 阿澄佳奈[2]
- パクラプター - 高岡香[2]
- スマホーン / ナレーション - 小西克幸[2]

### スーツアクター
- 神尾直子

### スタッフ
- 原作 - 石ノ森章太郎
- 脚本 - 内田裕基[2]
- 監督 - 山口恭平

### 音楽
「CHEMY×STORY Gotcha Version」
作詞 - 藤林聖子 / 作曲・編曲 - Hi-yunk（BACK-ON） / 歌 - ガッチャオールスターズ

## 映像ソフト化
Blu-ray / DVDでリリース。
- 仮面ライダーガッチャード GRADUATIONS / ホッパー1のはるやすみ 劇場先行版（DVD1枚組、2025年2月21日より上映劇場限定・数量限定で発売）
  - 音声特典
    - バリアフリー日本語音声ガイド

  - 映像特典
    - TRAILER
    - POSTER GALLERY
- 仮面ライダーガッチャード GRADUATIONS / ホッパー1のはるやすみ DVD通常版（1枚組、2025年6月11日発売）
  - 音声特典
    - バリアフリー日本語音声ガイド

  - 映像特典
    - TRAILER
    - POSTER GALLERY
- 仮面ライダーガッチャード GRADUATIONS / ホッパー1のはるやすみ Blu-ray通常版（1枚組、2025年6月11日発売）
  - 音声特典
    - バリアフリー日本語音声ガイド
    - オーディオ・コメンタリー（本島純政×藤林泰也×監督：山口恭平×プロデューサー：湊陽祐）

  - 映像特典
    - ホッパー1のはるやすみ ケミー語ver.
    - MAKING
    - TRAILER
    - DESIGN GALLERY
    - POSTER GALLERY
    - 完成披露舞台挨拶
    - 初日舞台挨拶
    - 「タカハシズ」劇中漫才フルバージョン
- 【初回生産限定】仮面ライダーガッチャード GRADUATIONS / ホッパー1のはるやすみ ライドケミートレカ版（1枚組、2025年6月11日発売）
  - セット内容
    - 仮面ライダーガッチャード GRADUATIONS / ホッパー1のはるやすみ（通常版と共通）
    - ライドケミートレカ GRADUATIONスペシャルセット（5枚組 / 専用ファイル付き）
    - ライナーノート
    - 主題歌CD